# پادشاهی
پادشاهی یکی از شیوه‌های حکومت است که در آن فردی به نام پادشاه یا ملکه به صورت قانونی نمادی یا بالفعل به عنوان رئیس کشور و تا پایان عمرش یا تا زمان کناره‌گیری اختیاری یا اجباری خود در راس ساختار قدرت قرار دارد. مشروعیت پادشاه با توجه به معنای خاص دینی و نمادی مقامش ممکن است از قانون اساسی یا مفاهیم دینی منبعث شود.
تا قبل از قرن ۲۰م میلادی، اکثر کشورها دارای نظامی پادشاهی بودند ولی بعد از آن نظام‌های جمهوری‌خواه یا پارلمانی جایگزین آن شدند و برخی از نظام‌های پادشاهی باقی‌مانده حال حاضر همانند کشورهای اسکاندیناوی معمولاً نظامی مشروطه هستند و بالفعل پادشاه یا ملکه قدرت سیاسی در عمل یا به صورت عرفی ندارد. در برخی نیز مانند کشورهای حوزه خلیج فارس و یا کشورهای آفریقایی پادشاه دارای قدرت مطلق بوده و نظر نهایی در امور اداری را دارا می‌باشد.

## اشکال پادشاهی
فرمانروایی پادشاهی یا به صورت پادشاهی مطلقه به معنای حکومت بی‌مهار شاه یا به صورت پادشاهی مشروطه به معنای حکومتی که در آن رئیس کشور پادشاه است، اما پادشاهی که در عین داشتن نقش‌های مهم رسمی و تشریفاتی، تنها در موارد محدود و معین نقشی در حکومت دارد می‌باشد. در بسیاری از حکومت‌های مشروطه، مجلس نقش اصلی در نظارت امور را دارد و نخست‌وزیر که با تأیید پادشاه انتخاب می‌شود، امور اجرایی و تصمیمات اصلی را اخذ می‌کند. شکل خاص این نوع حکومت را در بریتانیای کبیر می‌توان دید که سلطنت نقش نسبتاً تشریفاتی در ادارهٔ امور دارد.
پادشاهی را می‌توان به شکل‌های موروثی، انتخابی، استبدادی و محدود یا مبتنی بر قانون اساسی تقسیم کرد.
- پادشاهی موروثی: به‌طور معمول فرزند بزرگتر پس از پدر یا مادر، شاه می‌شود.
- پادشاهی انتخابی: از طریق تأیید صلاحیت نامزد و انتخابات؛ پادشاه را انتخاب می‌کنند.
- پادشاهی مطلقه: پادشاه حرف اول و آخر را می‌زد و خود او رئیس حکومت و دولت بود.
- پادشاهی مشروطه: که آن را مشروطه سلطنتی هم می‌گویند، نوعی از پادشاهی است که پادشاه رییس حکومت و دارای نقشی نسبتا تشریفاتی است که قانون اساسی قدرت‌های آن را محدود می‌کند.[۱]

## جانشینی
معمولاً جانشینی ارثی را صفت ویژهٔ نظام سلطنتی می‌دانند، اما پادشاه ممکن است انتخابی باشد یا روا باشد که شاه جانشین خود را آزادانه تعیین کند یا با فالزنی یا قرعه شاه را انتخاب کنند. در طول تاریخ بر سر جانشینی جنگ‌های بسیاری رخ داده‌است. مانند دوران فترت عثمانی که پس از اسیر شدن سلطان بایزید دوم عثمانی به دست تیمور لنگ رخ داد. پس از دستگیری وی یک دوره جنگ‌های داخلی شاهزادگان عثمانی دامنگیر عثمانی شد.

## شاهنشاهی
شاهنشاهی به گونه‌ای از حکومت پادشاهی گفته می‌شود که دارای سرزمین‌هایی پهناور با پهنه‌هایِ کوچکی از دولت‌شهرها (ملوک‌الطوایف) گوناگون باشد که پادشاه یا شاهنشاه (شاهِ شاهان) بوده و بر همه پادشاهی وَ فرمانرواییِ دوفاکتو دارد. در این سرزمین‌ها مردمانی با نژاد و فرهنگ و زبان و بسا گویش‌هایِ متفاوتی زندگی می‌کنند. به کسی که در بالاترین جایگاهِ  شاهنشاهی جای دارد شاهنشاه گفته می‌شود. این اصطلاح بیشتر در تمدن ایرانی کاربرد دارد.
نمونه‌هایِ دیگری از این گونه فرمانروایی در ایتالیا، پروس و هلند در بازه‌هایِ زمانیِ گوناگون بوده است.

## پادشاهی در دسته‌بندی انواع حکومت‌ها
نیکولو ماکیاولی، فیلسوف سیاسی ایتالیایی، در کتاب گفتارهایی در باب ده کتاب نخست تیتوس لیویوس مونارشی (پادشاهی) را یکی از سه شکل خوب حکومت می‌داند:
«بعضی از کسانی که درباره‌ی سیاست مطالبی نوشته‌اند به وجود سه نوع حکومت قائلند: حکومت یک تن (مونارشی)، حکومت اشراف (آریستوکراسی) و حکومت مردم (دموکراسی) و معتقدند کسی که می‌خواهد شهری را بنیاد نهد باید یکی از آن اشکال را که مناسب‌تر از همه می‌داند، انتخاب کند. عده‌ای دیگر از نویسندگان که خردمندتر از گروه نخستند، برآنند که شش نوع حکومت وجود دارد که سه تا از آن‌ها بسیار بدند و سه تای دیگر ذاتاً نیکند اما چنان در معرض انحطاطند که ممکن است مطلقاً مایه‌ی بدبختی شوند. انواع خوب حکومت همان سه نوعی است که برشمردم، و انواع بد حکومت‌هایی هستند که در نتیجه‌ی انحطاط انواع خوب پدید می‌آیند و هر یک از آن‌ها به نوع اصلی خود به‌قدری شبیه است که انتقال از یکی به دیگری به‌آسانی صورت می‌پذیرد: مونارشی به‌سهولت به حکومت تیرانی مبدل می‌گردد و آریستوکراسی به الیگارشی و دموکراسی به آنارشی. پس اگر بنیادگذار شهر یکی از آن سه نوع خوب را انتخاب کند، آن نوع تنها زمانی کوتاه برقرار می‌ماند و هیچ وسیله‌ای برای ممانعت از تبدیل آن به ضد خود وجود ندارد؛ زیرا که در این مورد نوع خوب و بد بسیار شبیه همند.»— نیکولو ماکیاولی، گفتارهایی در باب ده کتاب نخست تیتوس لیویوس، ترجمه‌ی محمد حسن لطفی، انتشارات خوارزمی. کتاب نخست، فصل دوم
او می‌گوید که با توجه بدین معایب، قانونگذاران خردمند هیچ‌یک از اشکال خوب را به‌تنهایی نپذیرفته‌اند و شکلی مختلط از هر سه نوع را برگزیده و فقط این شکل مختلط را استوار و دوام‌پذیر دانسته‌اند؛ زیرا که در چنین حکومتی شهریار و اشراف و توده‌ی مردم ناظر رفتار یکدیگرند و اختیارات همدیگر را محدود می‌کنند. او بهترین نمونه‌ی نظام سیاسی را نظامی می‌داند که لیکورگوس در اسپارت برقرار ساخت؛ حکومت جمهوری روم نیز به‌سبب اینکه دارای دو کنسول (نماد مونارشی)، یک مجلس سنا (نماد آریستوکراسی) و تریبون‌های مردمی (نماد دموکراسی) بود، مخلوطی از سه شکل خوب حکومت بود و در نتیجه نظام سیاسی کاملی داشت.